# Cepoloidea
Se procura a família de gastrópodes, veja Cepolidae (gastrópodes).
Cepoloidea é uma superfamília de peixes marinhos perciformes com corpo alongado, com até 80 cm de comprimento (embora a maioria das espécies não atinja metade desse valor), que se alimentam de zooplâncton. São peixes bênticos, de coloração em geral avermelhada, rosada ou amarelada, que escavam tocas nos fundos marinhos arenosos e lodosos, vivendo em profundidades entre os 80 e os 500 m, sendo que a maioria das espécies dos géneros Acanthocepola e Cepola ocorrem em profundidades menores. A família é nativa do leste do Oceano Atlântico e do Indo-Pacífico, incluindo o Mediterrâneo e as águas costeiras da Austrália do Sul e Nova Zelândia. Algumas espécies são objecto de pescaria comercial, sendo que a mais antiga receita culinária com autor conhecido ensina a preparar um peixe desta família, concretamente uma receita atribuída a um livro de culinária da autoria de Miteco, entretanto perdido, mas salva do oblívio por ser citada no Dipnosofistas de Ateneu.

## Espécies
A base de dados taxonómica FishBase indica para a superfamília 23 espécies, agrupadas em 5 géneros:
- Género Acanthocepola
  - Acanthocepola abbreviata (Valenciennes, 1835)
  - Acanthocepola indica (Day, 1888)
  - Acanthocepola krusensternii (Temminck & Schlegel, 1845)
  - Acanthocepola limbata (Valenciennes, 1835)
- Género Cepola
  - Cepola australis Ogilby, 1899
  - Cepola haastii (Hector, 1881)
  - Cepola macrophthalma (Linnaeus, 1758)
  - Cepola pauciradiata Cadenat, 1950
  - Cepola schlegelii Bleeker, 1854
- Género Owstonia
  - Owstonia dorypterus (Fowler, 1934)
  - Owstonia grammodon (Fowler, 1934)
  - Owstonia maccullochi Whitley, 1934
  - Owstonia macrophthalmus (Fourmanoir, 1985)
  - Owstonia nigromarginatus (Fourmanoir, 1985)
  - Owstonia pectinifer (Myers, 1939)
  - Owstonia sarmiento Liao, Reyes & Shao, 2009[4]
  - Owstonia simoterus (Smith, 1968)
  - Owstonia totomiensis Tanaka, 1908
  - Owstonia weberi (Gilchrist, 1922)
- Género Pseudocepola
  - Pseudocepola taeniosoma Kamohara, 1935
- Género Sphenanthias
  - Sphenanthias sibogae Weber, 1913
  - Sphenanthias tosaensis (Kamohara, 1934)
  - Sphenanthias whiteheadi Talwar, 1973